# Severiano Melo
Severiano Melo é um município brasileiro do estado do Rio Grande do Norte, conhecido como Terra do Caju, fato dado por se tratar de um dos maiores produtores de caju na região. Foi distrito de Itaú com o nome de "Bom Lugar" e emancipado em 3 de dezembro de 1963 com sua denominação atual, numa referência ao fundador da cidade.

## Geografia
De acordo com a divisão do Instituto Brasileiro de Geografia e Estatística (IBGE) vigente desde 2017, Severiano Melo pertence às regiões geográficas intermediária e imediata de Mossoró. Até então, com a vigência das divisões em microrregiões e mesorregiões, o município fazia parte da microrregião de Pau dos Ferros, por sua vez parte da mesorregião do Oeste Potiguar.
Severiano Melo está distante 356 km de Natal, capital estadual, e 2 147 km de Brasília, capital federal. Limita-se a norte com Apodi a norte, Itaú e Rodolfo Fernandes a sul, a leste novamente Itaú e a oeste de novo com Rodolfo Fernandes, além de Potiretama, no estado do Ceará. Ocupa uma área territorial de 157,85 km² (0,2989% da superfície estadual), sendo 1,591 km² de áreas urbanizadas.
Severiano Melo possui relevo de suave a ondulado e está inserido na Depressão Sertaneja, que compreende terrenos de transição entre a Chapada do Apodi e as serras do Planalto da Borborema. A geologia local é marcada tanto pela presença de rochas do embasamento cristalino, oriundas do período Pré-Cambriano, com idade entre um bilhão e 2,5 bilhões de anos, quanto por arenitos cretáceos da Bacia Potiguar, formados há cerca de 80 milhões de anos. Predomina o solo bruno não cálcico, bem drenado e com textura mista, formada por areia e argila, porém rasos e pedregosos. Existem ainda o solo podzólico, do tipo vermelho amarelo equivalente eutrófico, e o litólico, este denominado de litossolo na nova classificação brasileira de solos e os demais constituindo os luvissolos.
Esses solos, por serem pouco desenvolvidos, são cobertos pela vegetação de pequeno porte da caatinga, xerófila e com folhas que caem na estação seca. Severiano Melo possui todo o seu território na bacia hidrográfica do Rio Apodi-Mossoró e é cortado pelos riachos Córrego Fundo, Grande e das Melancias. Dentre os reservatórios, o principal é o Açude Malhada Vermelha, com capacidade para 7 537 478 m³ de água, sendo que sua bacia cobre uma área de 95 km².
Seu clima é semiárido, com temperaturas elevadas durante todo o ano e chuvas concentradas no primeiro semestre. O índice pluviométrico, calculado a partir de dados medidos no Açude Malhada Vermelha, é de aproximadamente 700 mm/ano, sendo o pico observado em março e abril. De 1922 a 2014 a maior chuva registrada em 24 horas neste local alcançou 191,5 mm em 5 de abril de 1961. Na cidade, onde o monitoramento pluviométrico teve início apenas em 2004, o recorde é de 130 mm em 22 de abril de 2020. Desde novembro de 2019, quando entrou em operação uma estação meteorológica automática da Empresa de Pesquisa Agropecuária do Rio Grande do Norte (EMPARN) em Severiano Melo, a menor temperatura registrada na cidade foi de 17,6 °C em 22 de julho de 2020, enquanto a maior alcançou 40 °C em 29 de outubro de 2021.
| Dados climatológicos para Severiano Melo                                                            | Dados climatológicos para Severiano Melo | Dados climatológicos para Severiano Melo | Dados climatológicos para Severiano Melo | Dados climatológicos para Severiano Melo | Dados climatológicos para Severiano Melo | Dados climatológicos para Severiano Melo | Dados climatológicos para Severiano Melo | Dados climatológicos para Severiano Melo | Dados climatológicos para Severiano Melo | Dados climatológicos para Severiano Melo | Dados climatológicos para Severiano Melo | Dados climatológicos para Severiano Melo | Dados climatológicos para Severiano Melo |
| Mês                                                                                                 | Jan                                      | Fev                                      | Mar                                      | Abr                                      | Mai                                      | Jun                                      | Jul                                      | Ago                                      | Set                                      | Out                                      | Nov                                      | Dez                                      | Ano                                      |
| --------------------------------------------------------------------------------------------------- | ---------------------------------------- | ---------------------------------------- | ---------------------------------------- | ---------------------------------------- | ---------------------------------------- | ---------------------------------------- | ---------------------------------------- | ---------------------------------------- | ---------------------------------------- | ---------------------------------------- | ---------------------------------------- | ---------------------------------------- | ---------------------------------------- |
| Temperatura máxima recorde (°C)                                                                     | 37,8                                     | 37,4                                     | 37,9                                     | 35,1                                     | 34,7                                     | 35                                       | 38,1                                     | 37,6                                     | 38,6                                     | 40                                       | 39,2                                     | 39,4                                     | 40                                       |
| Temperatura mínima recorde (°C)                                                                     | 20,8                                     | 21,3                                     | 20,8                                     | 21                                       | 19,7                                     | 18,5                                     | 17,6                                     | 18,1                                     | 19,9                                     | 20,4                                     | 21,1                                     | 21,9                                     | 17,6                                     |
| Precipitação (mm)                                                                                   | 64,3                                     | 92,2                                     | 174,2                                    | 184,5                                    | 92,6                                     | 40,2                                     | 21,6                                     | 5,1                                      | 1,5                                      | 2,8                                      | 3,7                                      | 12,8                                     | 696,5                                    |
| Fonte: EMPARN (recordes de temperatura: 15/11/2019-presente; médias de precipitação de 1922 a 2014) |                                          |                                          |                                          |                                          |                                          |                                          |                                          |                                          |                                          |                                          |                                          |                                          |                                          |

## Demografia
A população de Severiano Melo no censo demográfico de 2022 era de 5 416 habitantes, ocupando a 107ª posição a nível estadual e a 4 105 ª a nível nacional, com uma densidade demográfica de 34,87 hab./km².
O Índice de Desenvolvimento Humano (IDH-M) do município é considerado médio, de acordo com dados do Programa das Nações Unidas para o Desenvolvimento (PNUD). Segundo dados do relatório de 2010, divulgados em 2013, seu valor era 0,604, estando na 89ª posição a nível estadual e na 4 055ª colocação a nível nacional. Considerando-se apenas o índice de longevidade, seu valor é 0,728, o valor do índice de renda é 0,579 e o de educação 0,522.
No período de 2000 a 2010, o índice de Gini, que mede a desigualdade social, caiu de 0,531 para 0,529, mantendo-se praticamente estável, e a proporção de pessoas com renda domiciliar per capita de até R$ 140 caiu 41,01%. Em 2010, 58,62% da população viviam acima da linha de pobreza, 22,54% abaixo da linha de indigência e 18,84% entre as linhas de indigência e de pobreza. No mesmo ano, os 20% mais ricos eram responsáveis por 54,2% do rendimento total municipal, valor quase 25 vezes maior que o do dos 20% mais pobres, de apenas 2,17%.

## Política

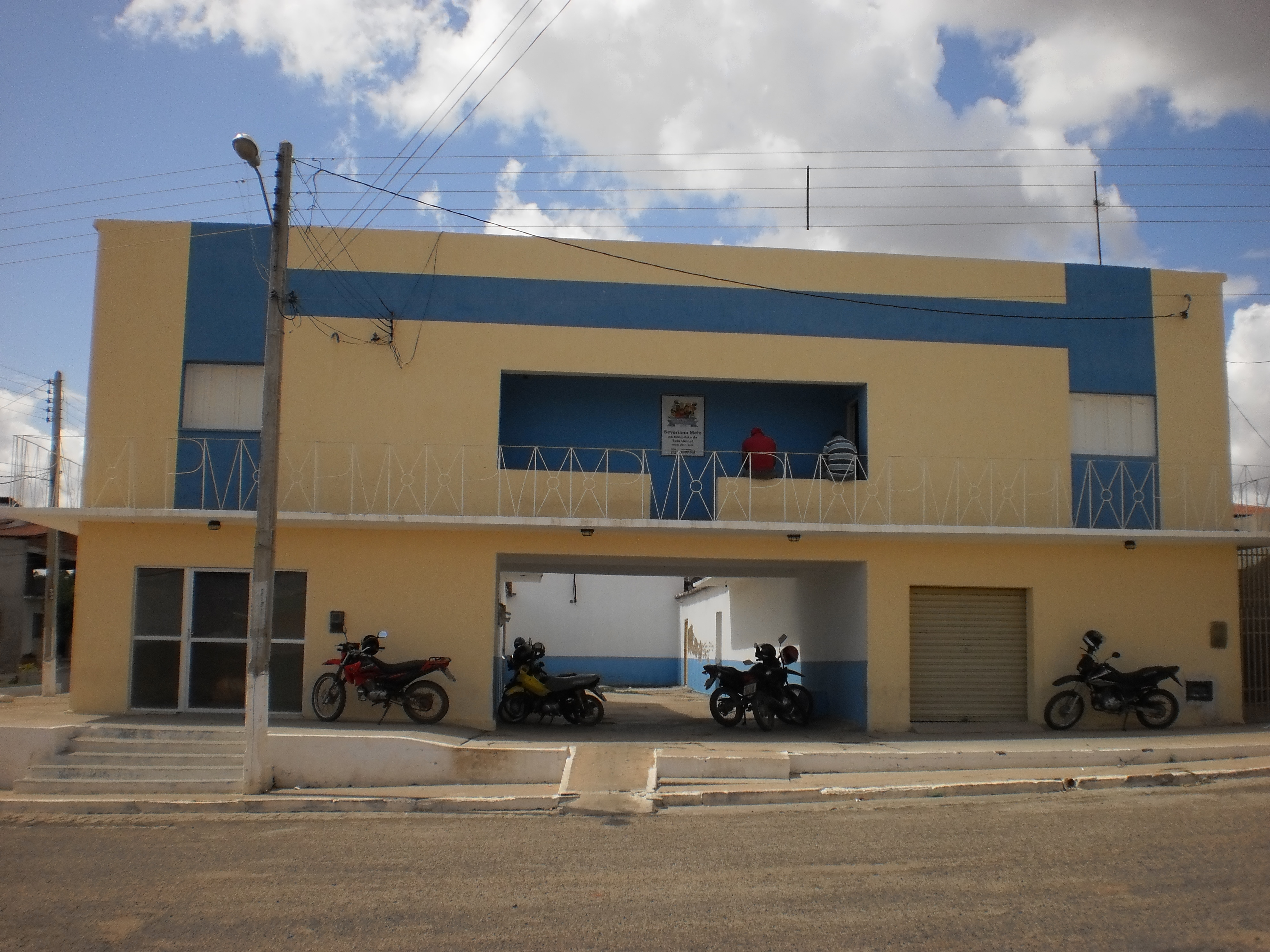
Prefeitura

O município se rege por sua lei orgânica, promulgada em 3 de abril de 1990,  e é um dos termos da comarca de Apodi, do poder judiciário estadual. Severiano Melo pertence à 35ª zona eleitoral do Rio Grande do Norte e possuía, em dezembro de 2020, 7 216 eleitores, de acordo com o Tribunal Superior Eleitoral (TSE), o que representa 0,307% do eleitorado estadual. Nas eleições de 2020, o município possuía a maior diferença entre o eleitorado e a população em todo o Brasil, possuindo cerca de 4,4 mil eleitores a mais que habitantes.